# Barrage de Gazibey
Le barrage de Gazibey est un barrage en Turquie. La rivière coupée par ce barrage est appelée rivière d'Osügülüc (Osügülüc Çayı) ou rivière d'Üskülüp (Üskülüp Çayı). Gazibey (tr) est un village du district de Sivas situé à moins de 4 km en aval du barrage.